# Buchy (Mosela)
Buchy é uma comuna francesa na região administrativa de Grande Leste, no departamento de Moselle. Estende-se por uma área de 3,58 km². Em 2010 a comuna tinha 98 habitantes (densidade: 27,4 hab./km²).